# Deutschherren-Gymnasium
Das Deutschherren-Gymnasium ist ein Gymnasium in Aichach (Bayern), das nach dem Deutschen Orden bzw. Deutschherren- oder Deutschritterorden benannt ist. Schulträger ist der Freistaat Bayern, Sachaufwandsträger der Landkreis Aichach-Friedberg. Das Gymnasium hat einen sprachlichen und einen naturwissenschaftlich-technologischen Zweig.

## Geschichte
1974 sollte nach der Verordnung des Bayerischen Staatsministeriums für Unterricht und Kultus vom 8. März 1974 im Rahmen des Schulentwicklungsplanes mit Wirkung vom 1. August 1974 in Aichach ein Gymnasium mit einem neusprachlichen und mathematisch-naturwissenschaftlichen Zweig als dritte Schule neben der damaligen Hauptschule (jetzt: Geschwister-Scholl-Mittelschule) und der Realschule (jetzt: Wittelsbacher-Realschule) im Schulzentrum Aichach errichtet werden, das mit der fünften Jahrgangsstufe beginnen sollte. Die Leitung wurde Studiendirektor Adolf Lang übertragen, dem damals jüngsten Schulleiter Bayerns.
Am 17. September 1974 fand die Aufnahme des Unterrichtsbetriebs mit 136 Schülern in vier 5. Klassen im Erweiterungsbau der benachbarten Realschule statt. Das Gymnasium verblieb zwei Jahre dort. 1976 war die Einweihung des ersten Bauabschnitts des neuen Schulgebäudes. Im Schuljahr 1976/77 nutzten neun Klassen (Jahrgangsstufen 5–7) das neue Gebäude.
1977 fand die offizielle Inbetriebnahme der neuen Vierfachsporthalle statt. Außerdem wurde der Schule nun der Name Deutschherren-Gymnasium durch eine Verordnung des Kultusministeriums verliehen. Im Jahr 1980 wurden die Freisportanlage eingeweiht und der zweite Bauabschnitt begonnen. Mit Fertigstellung des zweiten Bauabschnittes 1981 standen dem Deutschherren-Gymnasium nun die dringend benötigten naturwissenschaftlichen Fachräume sowie eine Bibliothek zur Verfügung.
1997 wurde das Schulgebäude um einen Neubau erweitert, der eine neue Aula, weitere Klassenzimmer sowie Räume für den Musik- und den EDV-Unterricht zur Verfügung stellte.
Im Jahr 2003 folgte Gerhard Haunschild auf den Gründungsschulleiter Adolf Lang. Ein Jahr später wurde der Förderverein des Deutschherren-Gymnasiums gegründet.
2007 wurde der Neubau erweitert: Die neue Aula wurde vergrößert und wird seitdem als Veranstaltungsort und Mensa genutzt. Außerdem kamen weitere Klassenzimmer und die erste offene Ganztagsgruppe hinzu. 2011 fand die Einweihung eines neu errichteten Pavillons für die Oberstufe statt.
Im Oktober 2012 erhielt die Schule den Auftrag, das Gymnasium Mering als drittes Gymnasium im Landkreis Aichach-Friedberg aufzubauen, bis dieses im August 2015 in die Selbständigkeit entlassen wurde. Zum Schuljahr 2013/14 konnten Aufbauleiter Gerhard Haunschild und Aufbaukoordinator Stefan Düll am Gymnasium Mering die ersten Schülerinnen und Schüler für die Jahrgangsstufe 5 begrüßen.
Von Februar 2018 bis Februar 2021 leitete Renate Schöffer als Nachfolgerin von Gerhard Haunschild das Deutschherren-Gymnasium. Neuer Schulleiter ist Frank Schweizer.

## Weitere Schulen mit einem Namensbestandteil, der auf den Deutschen Orden verweist
- Deutschherrenschule Frankfurt a. M. (Realschule)
- Deutschherrenschule Waldbreitbach (Grund- und Realschule)
- Deutschherrenschule Hürth (Grundschule)
- Deutschorden-Gymnasium Bad Mergentheim
- Deutschhaus-Gymnasium Würzburg
- Kirchliches Gymnasium des Deutschen Ordens Olmütz